# Corythomantis botoque
Corythomantis botoque — вид жаб родини райкових (Hylidae). Описаний у 2021 році.

## Поширення
Ендемік Бразилії. Поширений на схилах хребта Серра-ду-Еспіньясу на висотах від 315 до 930 м над рівнем моря.